# Sophia Elisabet Brenner
Sophia Elisabet Brenner (Stoccolma, 29 aprile 1659 – Stoccolma, 14 settembre 1730) è stata una poetessa e letterata svedese.

## Biografia
Sophia Elisabet Weber cresce in una agiata famiglia di mercanti tedeschi residenti a Stoccolma. La famiglia, spinta dal suo talento e facilità di apprendimento, volle darle una solida istruzione non solo in svedese, ma anche in tedesco e latino e nelle principali lingue letterarie europee, un'istruzione cui solo poche ragazze del tempo avevano accesso.
Nel 1680 Sophia Elisabet sposò Elias Brenner, un numismatico e pittore di miniature; la coppia ebbe quindici figli, di cui solo quattro le sopravvissero. Il marito la incoraggiò a proseguire i suoi studi di lingue moderne e a coltivare i suoi interessi culturali e il suo talento poetico. I due formarono, anche a livello pubblico, un affiatato sodalizio intellettuale. La loro casa divenne uno dei salotti più rinomati dell'Illuminismo svedese, frequentato da intellettuali come l'attrice Aurora Königsmarck, il pittrice Anna Maria Ehrenstrahl, il poeta Johan Runius, il viaggiatore Johan Gabriel Sparwenfeld, il numismatico Nils Keder e il dottore e scrittore Urban Hjärne. 

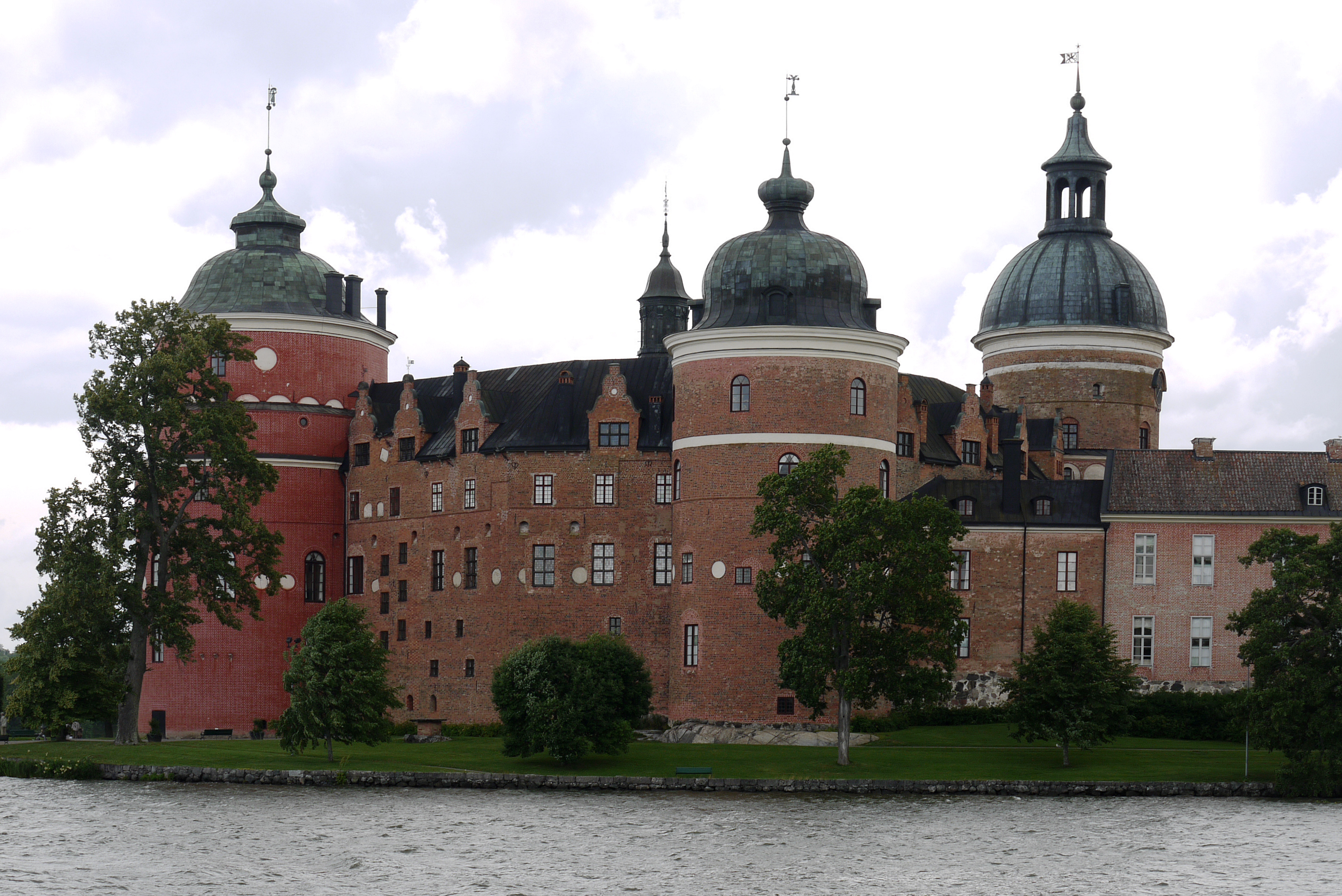
Il castello di Gripsholm, sede della Statens porträttsamlingar

Sophia Elisabet Brenner fu una figura molto conosciuta ai suoi tempi non solo in Svezia ma a livello europeo. Fu celebrata per la sua cultura, conoscenza delle lingue e come poetessa. A lei spesso ci si riferisce nelle fonti dell'epoca come la "Saffo svedese". Mostra una predilezione per la scrittura di poesie occasionali per donne e uomini contemporanei, nelle quali impiega un tono insolitamente personale, con frequenti riferimenti autobiografici, e discute del valore delle donne e del loro diritto all'istruzione. Le sue posizioni "proto-femministe" sono espresse con esplicita chiarezza nel 1693 nel poema Det Qwinliga Könetz rätmätige Förswar (La giusta difesa del sesso femminile), nel quale afferma che la differenza tra uomo e donna è solo fisica e non spirituale o intellettuale. Scrive preferibilmente in svedese (lingua della quale si sente impegnata a rafforzare il valore letterario), ma anche in tedesco, latino, francese e italiano. 
Sophia Elisabet Brenner fu la prima donna ad ottenere una pensione statale per scrittori nel 1723. Come espressione della sua gratitudine scrisse un lungo poema sulla Passione e morte del Cristo, ispirato ai modelli della letteratura tedesca, Wårs Herres e Frälsares Jesu Christi alldra heligaste Pijnos Historia. I suoi amici, e amiche come Maria Gustava Gyllenstierna e Ebba Maria De la Gardie, contribuirono a garantire la pubblicazione di Poetiske Dikter nel 1713, prima raccolta delle opere di una poetessa ad apparire in Svezia. 
Morì a Stoccolma nel 1730. La seconda edizione delle sue opere poetiche fu pubblicata postuma nel 1732 con un'autobiografia in tedesco.
Quando nel 1822 al castello di Gripsholm fu inaugurata la Statens porträttsamlingar, una delle gallerie di ritratti più antiche della Svezia e del mondo , Brenner fu una delle prime sei donne della storia svedese a ricevere l'onore di avere il proprio ritratto nella collezione, insieme a Brigida di Svezia, Hedvig Charlotta Nordenflycht, Barbro Stigsdotter (Svinhufvud), Sophia Rosenhane e Vendela Skytte.